# Inger Jacobsen
Pour les articles homonymes, voir Jacobsen.
Inger Jacobsen, née le 13 octobre 1923 à Oslo et morte le 21 juillet 1996 dans la même ville, est une chanteuse et actrice norvégienne. Elle a représenté la Norvège au Concours Eurovision de 1962 avec la chanson Kom sol, kom regn.

## Chansons
- 1962 : Kom sol, kom regn (« Vienne le soleil, vienne la pluie ») , pour l'Eurovision